# 서울우이초등학교
서울우이초등학교(서울牛耳初等學校)는 대한민국 서울특별시 강북구 수유동에 있는 공립 초등학교이다.

## 학교 연혁
- 1949년 10월 2일: 서울우이국민학교 개교
- 1967년 3월 1일: 수유국민학교 463명 분리
- 1974년 4월 30일: 쌍문국민학교 43학급 분리
- 1980년 9월 18일: 백운국민학교 27학급 분리
- 1996년 3월 1일: 서울우이초등학교로 교명 개칭

## 참고 자료
- 서울우이초등학교 - 한국교육학술정보원 학교알리미